# Lay
Lay – miejscowość i gmina we Francji, w regionie Owernia-Rodan-Alpy, w departamencie Loara.
Według danych na rok 1990 gminę zamieszkiwało 687 osób, a gęstość zaludnienia wynosiła 53 osoby/km² (wśród 2880 gmin regionu Rodan-Alpy Lay plasuje się na 992. miejscu pod względem liczby ludności, natomiast pod względem powierzchni na miejscu 910.).